# 浅間丸事件

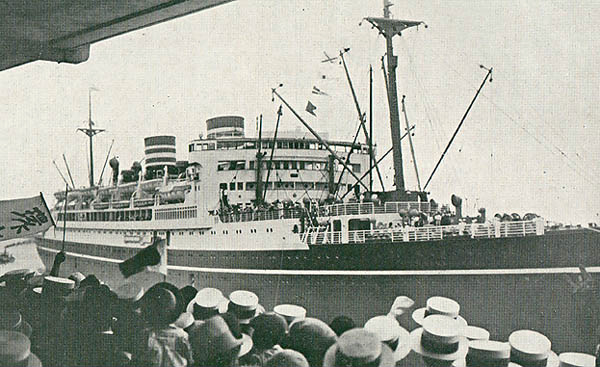
浅間丸

浅間丸事件（あさままるじけん）は、1940年（昭和15年）1月21日、房総半島野崎岬沖40キロ（25マイル）の太平洋（公海）上で発生した国際的事件。イギリス巡洋艦「リヴァプール」が日本郵船所属の客船「浅間丸」を臨検し、「リヴァプール」側は浅間丸船客のドイツ人男性21人を戦時捕虜の名目で逮捕連行した。
その後、日英の外交交渉によりドイツ人船客9名が解放された。

## 背景
1939年（昭和14年）9月3日に英仏が第二次世界大戦においてナチス・ドイツに宣戦を布告し、その直後にイギリス客船「アセニア」がドイツ海軍のUボートに無警告で撃沈された。同船の沈没により128名が犠牲になるなど、開戦当初より大西洋上では英独海軍の熾烈な戦闘が繰り広げられていた（大西洋の戦い）。強力な海軍力を持つイギリスはドイツ商船隊を全世界の公海上で制圧して行動不能にし、自沈や中立国での係船を余儀なくするに至らしめた。
しかし、浅間丸の所属する日本や、出港地のアメリカ合衆国は第二次世界大戦には参加せず、また太平洋ではドイツ海軍と連合国軍による戦闘は発生しなかった。太平洋を挟んだ両国間では商船会社による定期運航が、上記のような戦争当事国に関係する物資や人員の輸送に制約をもうけながらも比較的に平穏に行われており、日本などのアジアとヨーロッパ間を行き来する人々のルートの1つとしても使用されていた。

## 臨検と拉致
英独開戦後、イギリス海軍省と日本各商船会社の間では戦時禁制となる人や物の輸送中止の紳士協定が結ばれていたが、日本郵船の「浅間丸」は日本大使館の強い要請により、前年12月に大西洋で沈没したドイツ客船「コロンブス (SS Columbus)」の船員など51名を乗客に加え、1939年12月にサンフランシスコよりホノルルを経由して横浜港に向けて出航した。
翌1940年（昭和15年）1月21日、千葉県房総半島沖の公海上（東経140度31分、北緯34度34分）でイギリス中国艦隊所属の軽巡洋艦「リヴァプール」より空砲で停船を命じられ臨検を強制された。
臨検は士官3名と武装水兵9名により行われた。船長は当初、イギリス領海で「榛名丸」にドイツ人船客を乗せて通行できた1938年9月の先例をあげて拒否したが、イギリス軍の戦時国際法による強硬な乗客の身元調査の要求により、ドイツ人乗客51名のみが1等サロンに集合させられ、イギリス軍が所持する名簿と照会の上「国際公法上の権利」として21名の連行を船長に通告し、戦時禁制人と看做された少年も含む男性乗客とヘルマン・グロース船長などを「戦時捕虜」の名目で浅間丸船上より身柄を拘束し連行した。

## 事件後

### 抗議
この事件で、1月16日に成立したばかりの米内内閣はいきなり難題を背負う事になった。イギリス海軍側の「浅間丸」に対する公海上における臨検とドイツ人乗客に対する措置は、戦時国際法の上で適切なものであった。これに対し、外務省は1909年のロンドン宣言47条「中立国船上から拉致できる者は既に軍籍にある交戦国人に限る」を根拠とし、ロバート・クレイギー駐日イギリス特命全権大使を外務省に招致して正式に抗議した。
日本のマスコミ各新聞と国民は「帝国の面目に泥を塗った」などと一斉にイギリス海軍を非難したほか、マスコミは「友邦のドイツ人を無抵抗で引き渡した」として浅間丸船長の渡部喜貞に対しても激烈な批判を行った。『写真週報』では「浅間丸ドイツ船客拉致事件」というタイトルをつけ、『報知新聞』は「国民の感情を無視するな」と主張した。
だが「浅間丸」の船長が21人のドイツ人引渡しを拒み、それが「浅間丸」の敵対行動とイギリス軍艦よりみなされた場合は、船体は拿捕の対象となり、乗客全員も一時的とはいえ勾留される危険をはらんでいた。日本海軍首脳は、イギリス海軍の行動に関して自軍も同様の行動をとりうるとして特に問題とは考えず、船長の判断も妥当との認識であった。ただし、日本郵船は世論に考慮して1月24日には船長を交代させた。
宇垣一成は1月26日の日記に、日本は類似の事件を日中戦争に関連して中国大陸沿岸封鎖中のイギリスの植民地の香港や、フランスの植民地のハイフォンの沖で起こしていることを指摘して、沸騰する日本の世論について恥の上塗りをしないような注意が必要だと書き残している。

### 交渉
問題は戦時禁制人（軍属や徴兵可能な人間）をどこまで認めるかが焦点であった。この点を米内内閣の有田八郎外務大臣はクレーギー大使を通じてイギリス政府に対して交渉を行い、イギリス政府も外相のハリファックス卿を通じて行き過ぎがあったことを認める。2月5日に以下の公式発表があった。
1. 日本政府は、イギリス軍艦の行為は遺憾とするイギリス政府の表明を了承する。
2. イギリス政府は、比較的に兵役勤務が難しい9名の解放に応じるが、12名の引渡し権利は放棄しない。
3. 日英両政府は、この種の事件の再発防止に努める。日本政府は、交戦国軍人（疑いある者含む）の乗船引受けを禁止する。

列強の1国であり、かつアジア太平洋地域で大きな軍事力を持つ日本と無用な衝突が起こることを憂慮したイギリスは、日本との間の交渉の決着を受けて、同年2月29日に9人を横浜のドイツ領事館前で解放する。さらに日本側の約束を尊重し、イギリスは日本船の臨検を自粛することになった。
しかし、この事件は当時関係が懸念された日本とイギリスの国際問題に発展した。日本国内では、米内内閣の対応を米英に対する「弱腰」の表れとみなして批判する動きが強まった。そして独ソ不可侵条約の締結により締結にこぎつけなかった日独同盟から、新たに日独伊三国同盟締結への材料の一つとして使用された。